# 不断光院
不断光院（ふだんこういん）は、鹿児島県鹿児島市易居町にある浄土宗知恩院の末寺。

## 沿革
永禄5年（1562年）島津貴久が建立し、京都不断光院の住持であった清誉を招いて開山とした。文政元年（1818年）、島津重豪が本寺を再興し、本堂院房を建立した。
江戸時代までは鹿児島市長田町の私立南風病院周辺に所在していた。薩英戦争時には、自然の山と山下の館によって構成されていた鹿児島城と比べ、山斜面に寺院施設があったため、島津氏の本城と誤認されて英国艦隊の砲撃により罹災した。
廃仏毀釈に遭い明治に現在地に復興、太平洋戦争時にも罹災した。昭和35年（1960年）に本堂が、昭和62年（1987年）に鐘楼門と信徒会が完成した。
正面の仁王像は廃仏毀釈時に土中に隠匿されたものを農民が後世掘り出し、販売していたところを買い戻したものという。

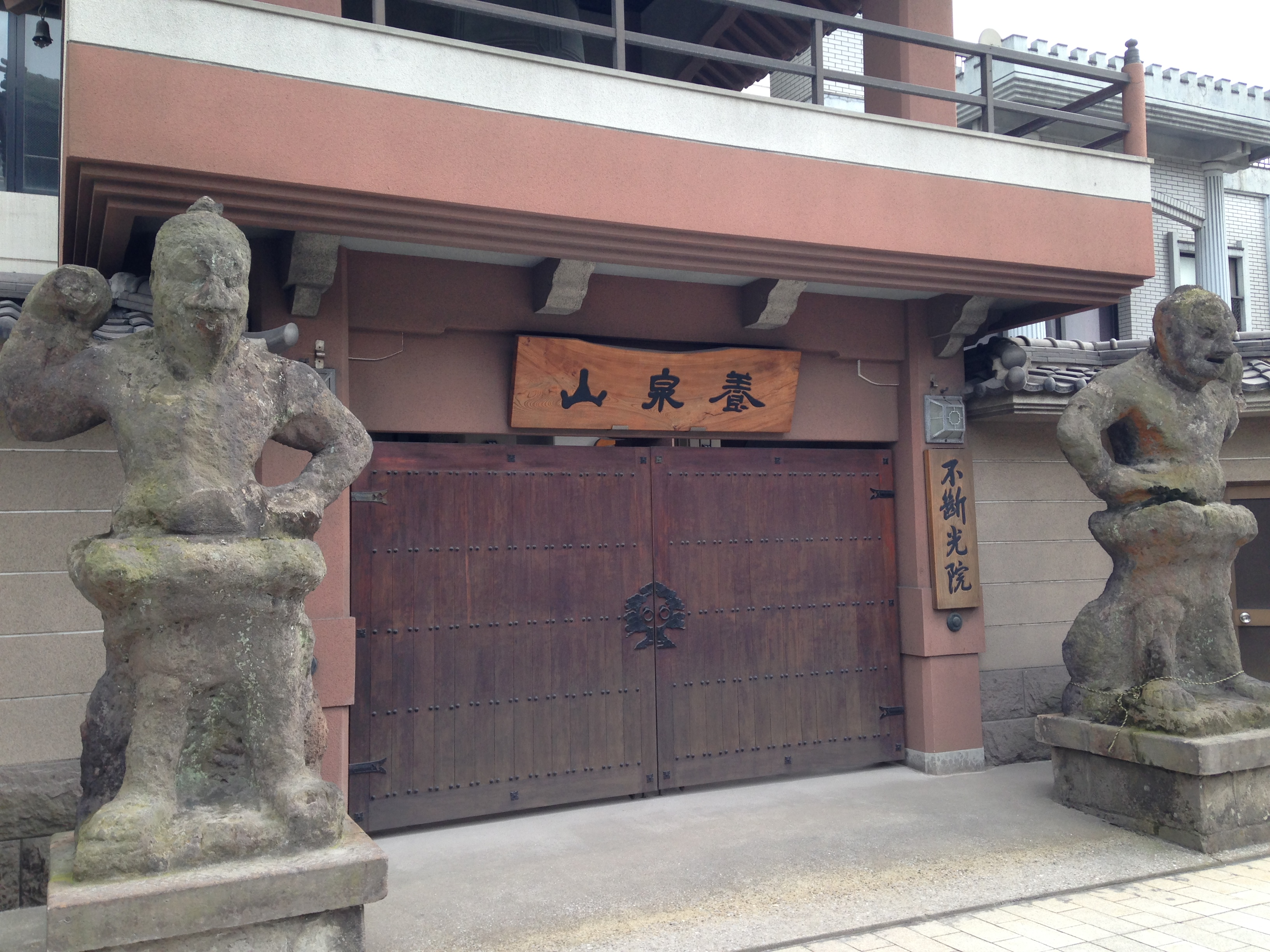
山門の様子

## 史跡
- 薬丸兼成（薬丸壱岐守・薬丸自顕流初代）墓所